# Marco d'Oggiono
Marco d'Oggiono (h. 1470 - h. 1549) va ser un pintor italià i principal alumne de Leonardo da Vinci, les obres del qual va copiar repetidament.

## Biografia
Va néixer a Oggiono a la vora de Milà. Dels detalls de la seva vida no se sap quasi res, ni tan sols la data de la seva important sèrie de frescs a l'església de Santa Mariade la Pau a Milà. Va morir probablement a Milà. Lanzi considera com any de la seva mort 1530, però diversos escriptors a Milà sostenen que va ser el 1540, i la data més en general acceptada és la de 1549.

## Obres

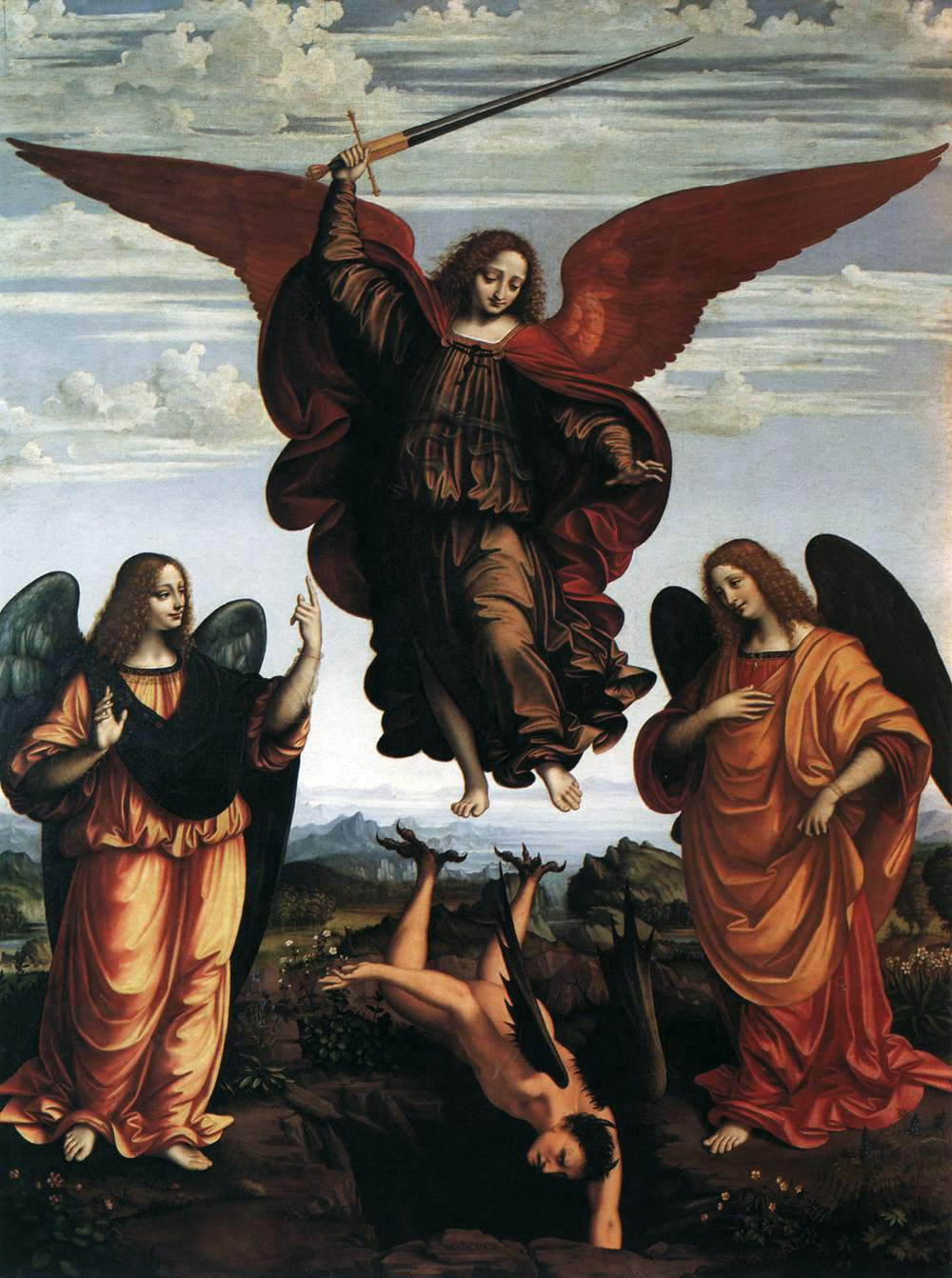
Retaule dels tres arcàngels. Pinacoteca de Brera, Milà.

Fou un artista molt treballador, però a les seves pintures els falta vivacitat de sentiment i puresa de dibuix, mentre que a la seva composició, bé s'ha dit que "la intensitat del color fa de la intensitat de sentiment." Va copiar El Sant Sopar de Leonardo da Vinci repetides vegades, i una de les seves millors còpies es troba a la Royal Academy of Arts d'Anglaterra.
Les seves dues pintures més notables, una a la Pinacoteca de Brera (representant sant Miquel), i l'altra a la col·lecció privada de la família Bonomi (representant la Mare de Déu), estan signades amb el nom de Marcus.
Els seus quadres poden veure's a Berlín, París, Sant Petersburg i Torí. El de Rússia és una intel·ligent còpia d'El Sant Sopar de Leonardo.
No pot ser considerat com un artista important, ni tan sols un bon copista, però a les seves pintures el cel i les muntanyes i els paisatges distants sempre mereixen prendre's en consideració i en aquests probablement radiqui el millor de la seva producció.